# Tobias Karlsson
Pour les articles homonymes, voir Tobias.
Tobias Karlsson, né le 4 juin 1981 à Karlskrona, est un joueur suédois de handball. Evoluant au poste d'arrière gauche au début de sa carrière, il joue après avoir rejoint l'Allemagne au poste de pivotet se spécialise en particulier sur les taches défensives. Avec la Suède, il est notamment vice-champion olympique en 2012 à Londres.

## Palmarès

### En clubs
Compétitions internationales
- Vainqueur de la Ligue des champions (1): 2014
- Vainqueur de la Coupe des coupes (1) : 2012

Compétitions nationales
- Vainqueur du Championnat de Suède (3) : 2006, 2007 et 2008
- Vainqueur du championnat d'Allemagne (3) : 2007[1], 2018 et 2019
  - Vice-champion d'Allemagne en 2012
- Vainqueur de la Coupe d'Allemagne (2) : 2007[1], 2015
- Supercoupe d'Allemagne  (1) : 2013-14
- Finaliste de la Coupe d'Allemagne en 2011

### En équipe nationale
- Médaille d'argent aux Jeux olympiques de 2012 à Londres,  Royaume-Uni

### Distinctions individuelles
- Élu meilleur handballeur en Suède de la saison 2012-2013
- Élu meilleur défenseur du Championnat d'Europe 2014